# Геннеф (Зіг)
Геннеф (нім. Hennef) — місто в Німеччині, знаходиться в землі Північний Рейн-Вестфалія. Підпорядковується адміністративному округу Кельн. Входить до складу району Райн-Зіг.
Площа — 105,79 км2. Населення становить 47 544 ос. (станом на 31 грудня 2020).